# Mmadikola
Mmadikola è un villaggio del Botswana situato nel distretto Centrale, sottodistretto di Boteti. Il villaggio, secondo il censimento del 2011, conta 830 abitanti.

## Località
Nel territorio del villaggio sono presenti le seguenti 2 località:
- Ramathe di 11 abitanti,
- Sekgophane di 230 abitanti